# Załuski-bibliotheek

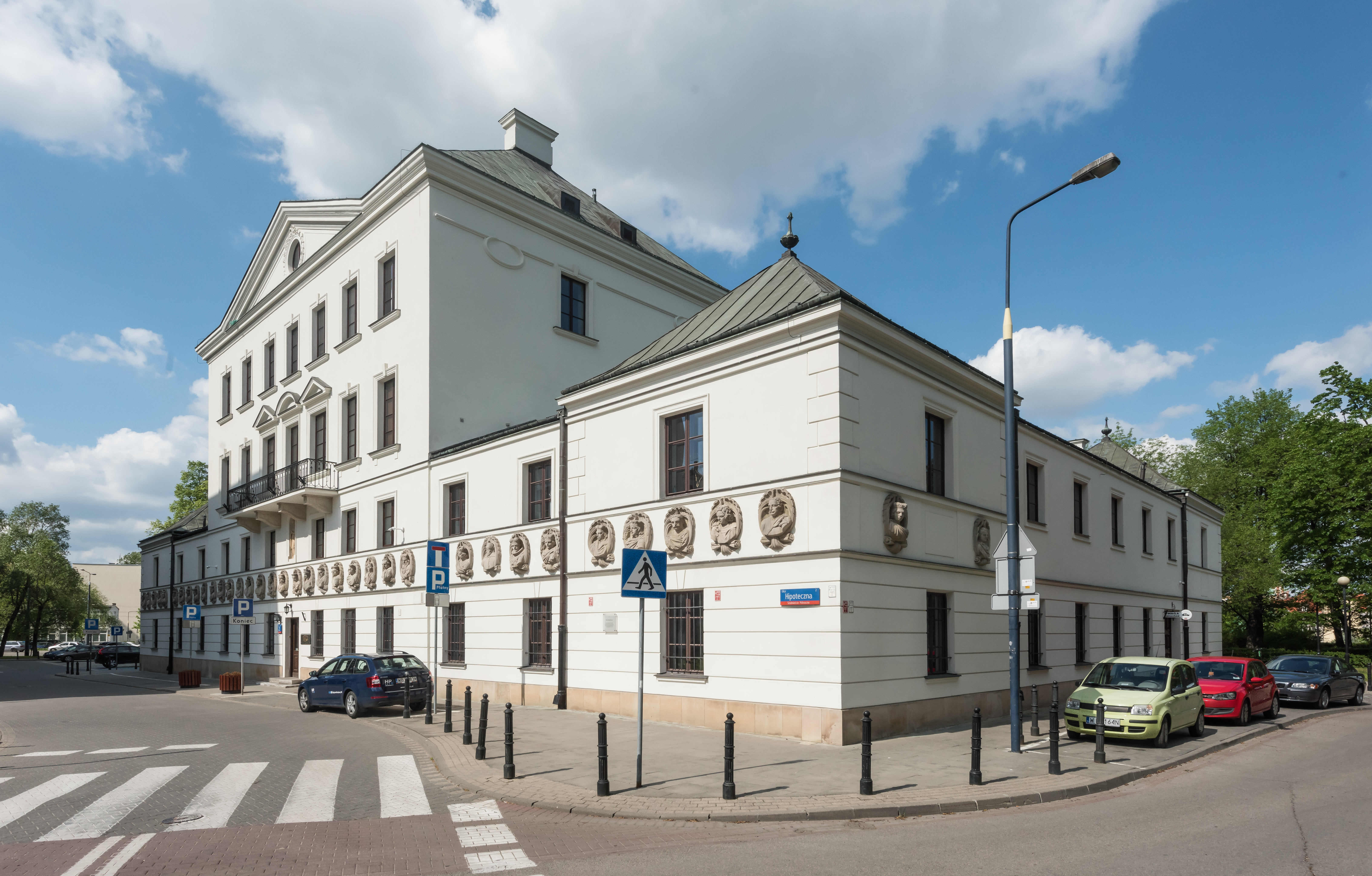
Het huidige gebouw van de Załuski-bibliotheek

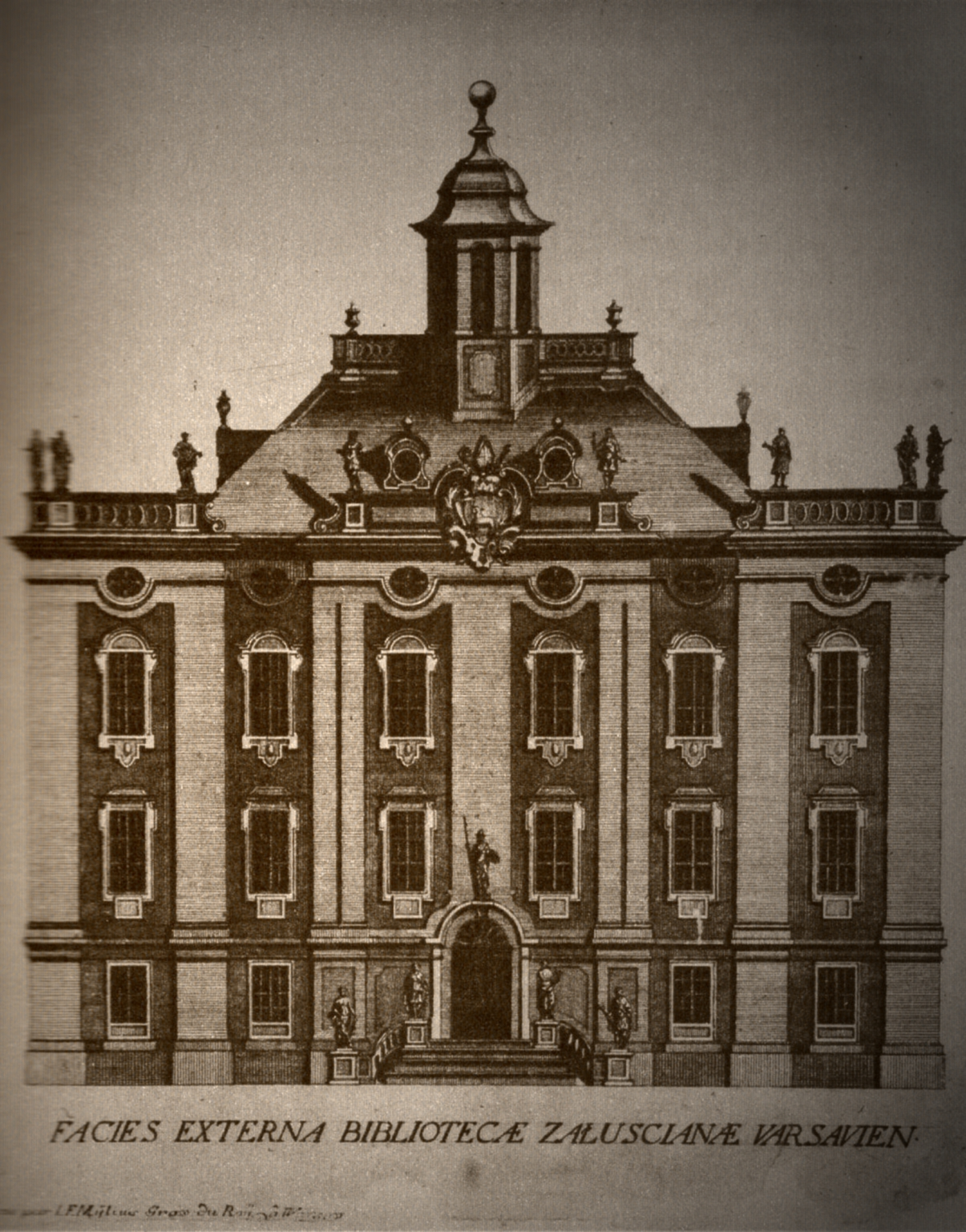
De Załuski-bibliotheek 1752

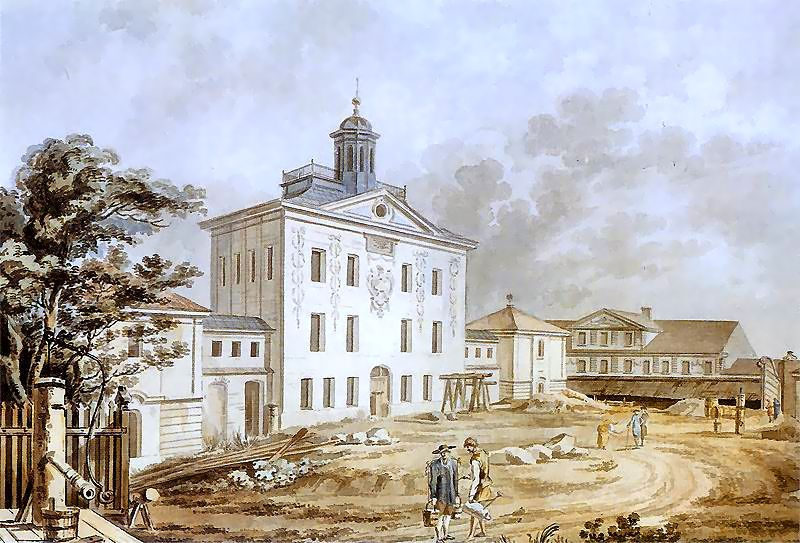
Het bibliotheekgebouw rond 1800

De Załuski-bibliotheek (Pools Biblioteka Załuskich, Latijn: Bibliotheca Zalusciana) was een Poolse bibliotheek. De bibliotheek werd van 1736 tot 1747 in Warschau opgebouwd door de katholieke bisschoppen Józef Andrzej Załuski en zijn broer Andrzej Stanisław Załuski en bestond van 1747 tot 1795, toen het werd ontbonden door het Russische leger. De bibliotheek was open voor het publiek en was daarmee de eerste openbare bibliotheek in Polen, de grootste van het land en destijds een van de grootste bibliotheken ter wereld.
In de nasleep van de Kościuszko-opstand in 1794 namen Russische troepen de inhoud van de bibliotheek in beslag op bevel van tsarina Catharina II en brachten deze naar Sint-Petersburg, waar het een jaar later een fundamenteel onderdeel werd van de nieuw opgerichte Keizerlijke Openbare Bibliotheek. In de jaren 1920 werd een deel van de historische collectie van de bibliotheek door de regering van de Russische Socialistische Federatieve Sovjetrepubliek teruggegeven aan de pas opgerichte Poolse staat. In de nasleep van de Opstand van Warschau van 1944 werden deze resterende delen echter in oktober van hetzelfde jaar ook vernietigd door een brand gesticht door het Duitse leger.

## Geschiedenis
De oprichters van de Załuski-bibliotheek, Józef Andrzej Załuski en Andrzej Stanisław Załuski, waren boekenliefhebbers en na verloop van tijd voegden ze de boekencollecties van vele andere voormalige Poolse bibliofielen, zoals Jakub Zadzik, Krzysztof Opaliński, Tomasz Ujejski, Janusz Wiśniowiecki, Jerzy Mniszech en Jan III Sobieski samen. Het plan om een bibliotheek op te richten om deze werken op te slaan dateert uit de jaren 1730 en werd gerealiseerd in 1747 met de oprichting van de Załuski-bibliotheek in het Daniłowicz-paleis in Warschau. De bibliotheek had twee verdiepingen (een grote leeszaal bevond zich op de tweede verdieping) en werd bekroond door een kleine toren waarin een astronomisch observatorium was gevestigd.
De Załuski-bibliotheek wordt beschouwd als de eerste openbare bibliotheek in Polen en een van de grootste bibliotheken van zijn tijd. Bij de opening bevatte de bibliotheek een collectie van meer dan 200.000 werken, die tegen het einde van de jaren 1780 uitgroeide tot meer dan 400.000 drukwerken, kaarten en manuscripten. Naast deze werken omvatte de bibliotheekinventaris ook een kunstcollectie, wetenschappelijke instrumenten en exemplaren van planten en dieren.
De bibliotheek was op dinsdag en donderdag geopend van 07.00 uur tot 19.00 uur. Aan de deuren hingen borden met het verzoek om stil te zijn, voor de gebroeders Załuski te bidden voordat men begon met lezen en geen boeken uit de bibliotheek mee te nemen - een huisregel die vele malen werd overtreden. Uiteindelijk wendden de broeders (en bisschoppen) Załuski zich zelfs tot paus Benedictus XIV en vroegen hem om hulp bij het beperken van diefstal in hun bibliotheek, waarop in 1752 potentiële dieven van de boeken in een pauselijke bul (tevergeefs) werden gewaarschuwd met excommunicatie.
Na de dood van de gebroeders Załuski nam de nieuw opgerichte Commissie van Nationaal Onderwijs in 1774 de leiding over de bibliotheek. In 1794, in de nasleep van de Tweede Poolse Deling en de Kościuszko-opstand, namen Russische troepen de inhoud van de bibliotheek in beslag op bevel van tsarina Catharina II en brachten deze naar Sint-Petersburg. Onderweg werden er talloze werken verloren, gestolen of vernietigd. Een jaar later werd de inventaris van de Załuski-bibliotheek in Sint-Petersburg een fundamenteel onderdeel van de nieuw opgerichte Keizerlijke Openbare Bibliotheek. Later werd het inventaris van de Załuski-bibliotheek verdeeld over verschillende Russische bibliotheken. Delen van de collectie keerden in 1842 en 1863 terug naar Polen. Na de Eerste Wereldoorlog en de Pools-Russische Oorlog werd een deel van het historische eigendom van de bibliotheek - ongeveer 50.000 boeken - in de jaren twintig door de regering van de Russische Socialistische Federatieve Sovjetrepubliek teruggegeven aan de nieuw opgerichte Poolse staat.
Tijdens de Opstand van Warschau van 1944 werden deze resterende delen echter ook vernietigd door een Duitse brandstichting. Slechts ongeveer 1.800 manuscripten en 30.000 drukwerken konden worden gered. Het gebouw werd herbouwd door de Volksrepubliek Polen.
Het oorspronkelijke bibliotheekgebouw werd in 1821 aangepast tot huurkazerne. Tijdens de reconstructie van het gebouw werden de bustes van Poolse heersers, die oorspronkelijk het interieur van de bibliotheek sierden (tot de tijd van de Poolse Delingen), gevonden en op de gevel van het gebouw geplaatst. Sindsdien wordt het het "Huis onder de Koningen" (Dom pod Królami) genoemd.
De huidige Nationale Bibliotheek van Polen, opgericht in 1928, ziet zichzelf als de erfgenaam van de Załuski-bibliotheek.